# Leroy Buffington

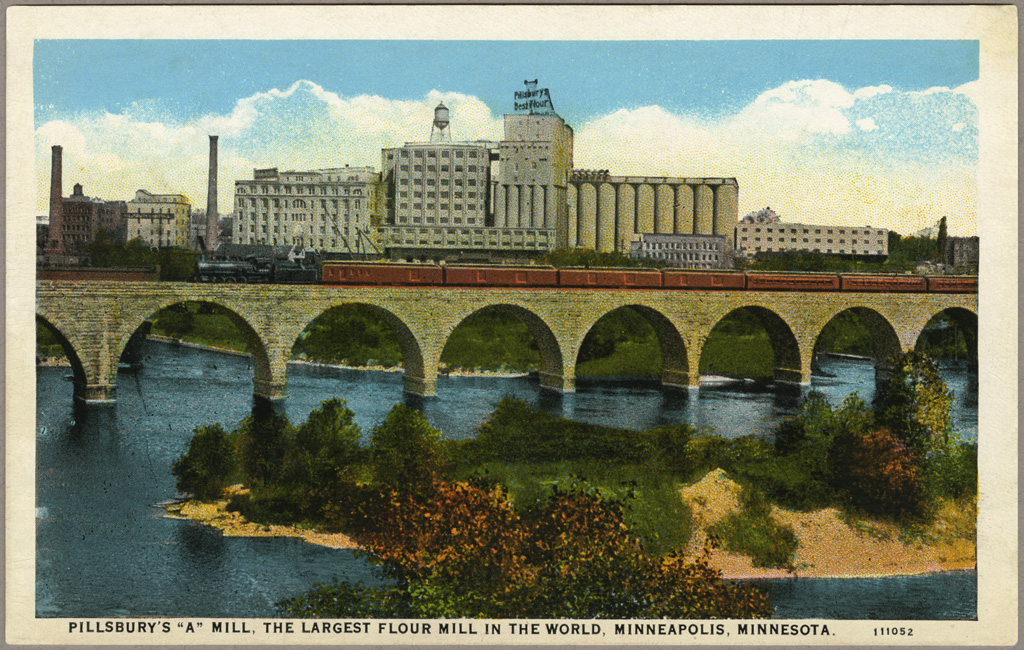
"A" Mill i Minneapolis

Leroy Sunderland Buffington, född 22 september 1848 i Cincinnati, död 16 februari 1931 i Minneapolis, var en amerikansk byggnadsarkitekt.
År 1882 visade Buffington skisserna till världens första "skyskrapa", en byggnad på 28 våningar, dåtidens högsta hus bestod vanligen av tre- fyra våningar. Han försökte sälja sin idé till ett byggnadsföretag i Minneapolis som avböjde med motiveringen att ingen tordes bo så högt över marken samt att inga myndigheter skulle godkänna en sådan byggnad.
Vid ett möte 1885 i S:t Louis där American Institute of Architect höll en kongress agnade han sig i flera timmar för att övertyga sina kolleger om hans idéer, där varje våning skulle bestå av ett hyllplan som bar upp sin egen vikt. 1888 ansåg han sig klar med hur stålkonstruktionerna för en skyskrapa borde utformas, vilket resulterade i en patentansökan. Hans metod började användas flitigt runt om i USA, utan att Buffington tillfrågades eller att någon royalty erlades. Han stämde ett flertal byggmästare, processerna kostade stora belopp och drog ut på tiden. När väl domarna avkunnades gick de emot Buffington.